# 王椿荫
王椿荫，顺天大兴（今北京大兴）人，是一名清朝政治人物。
王椿荫曾于1889年接替葛庆同任宝山县知县一职，1889年由葛庆同接任。